# Киев (банк)
Киев — публичное акционерное общество Акционерный коммерческий банк «Киев» (укр. Акціонерний комерційний банк «Київ») — бывший украинский коммерческий банк.
Главный офис был расположен в Киеве, в регионах Украины действовала сеть филиалов и отделений. В 2015 году был признан неплатежеспособным и национализирован. Находится в процессе ликвидации.

## История
Банк «Киев» был создан в 1995 году, на базе АКБ «Киевщина», зарегистрированного Национальным банком Украины 19 мая 1993 года. Согласно классификации НБУ относился к группе средних банков, являлся ключевым региональным банком в Киевской области и имел разветвленную сеть отделений по всей Украине — 11 филиалов и 76 отделений в разных регионах (по состоянию на 1 января 2007).
Вследствие мирового финансового кризиса 2007—2008 годов, стал неплатежеспособным и в январе 2015 был национализирован — доля Министерства финансов Украины в нем составила 99,9369 %. Согласно данным Нацбанка Украины, на 1 января 2015 года, по размеру активов он занимал 67-е место (1,485 млрд грн) среди 158 действовавших банков, а количество вкладчиков-физических лиц составляло 22 717 тыс..
11 февраля 2015 года Кабинет министров Украины принял решение о применении в отношении банка «Киев» специальной процедуры передачи его активов и пассивов в другой государственный банк — «Укргазбанк», и постепенном выведении его с рынка.
24 июня 2015 года НБУ, по предложению Фонда гарантирования вкладов физических лиц, принял решение об отзыве банковской лицензии и ликвидации банка «Киев», при этом процедура его ликвидации должна была завершиться до 24 июня 2016. Впоследствии этот срок несколько раз продлевался — по 24 июня 2019 года включительно.

## Инциденты
- В период с 13 января по 9 февраля 2009 года банк «Киев» не перечислил средства, на общую сумму 3,6 млн грн, полученные от населения за оплату коммунальных услуг, на счет КП «Главный информационно-вычислительный центр», а направил их на погашение собственных кредитных обязательств. Прокураторой Киева была проведена проверка банка и выдано распоряжение об «обеспечении защиты интересов киевлян». После вмешательства прокуратуры банк начал продавать свое имущество и рассчитываться с долгами. Однако столичные власти разорвали с АКБ «Киев» договор о сотрудничестве[10][11][12]. Также в марте 2009 сотрудничество с банком прекратил Пенсионный фонд Украины[13].
- 9 февраля 2009 Нацбанк Украины ввел в АКБ «Киев» временную администрацию, поскольку банк не возвращал вкладчикам депозиты и не выплачивал проценты по ним[12]. Было установлено, что ряд компаний и физических лиц имеют значительную задолженность по кредитам и процентам по ним перед банком «Киев», на общую сумму свыше 730 млн грн. Эти кредиты были выданы, в основном, за счет депозитов физлиц-вкладчиков банка[13].
- 17 марта 2011 года прокуратура города Киева, по факту злоупотребления служебным положением и нанесения материальных убытков банку «Киев» в размере свыше 5,6 млн грн, путем махинаций с выдачей кредитов на приобретение земельных участков, возбудила уголовное дело против бывшего председателя правления Николая Марченко. 16 декабря 2011 он был задержан СБУ[14][15]. Также 14 должностным лицам АКБ «Киев», включая Марченко и его заместителя, было предъявлено обвинение в фальсификации документов и незаконном получении средств, путем оформления кредитов физическим лицам, якобы на инвестирование жилья. Общая сумма к возмещению составила свыше 38 млн грн[16].

## Показатели деятельности
- 2000: активы — 233 500 млн грн, обязательства — 184 761 млн грн, собственный капитал — 47 387 млн грн[17]
- 2007: активы — 3 млрд. 283 228 млн грн, обязательства — 2 млрд. 773 771 млн грн, собственный капитал — 509 457 млн грн[17]
- 2008: активы — 4 млрд. 887 415 млн грн, обязательства — 4 млрд. 297 142 млн грн, собственный капитал — 590 273 млн грн, чистая прибыль — 35 931 млн грн[18]
- 2009: активы — 3 млрд. 196 268 млн грн, обязательства — 2 млрд. 288 886 млн грн, собственный капитал — 907 382 млн грн[19]
- 2011: активы — 2 млрд. 703 748 млн грн, обязательства — 1 млрд. 921 267 млн грн, собственный капитал — 780 325 млн грн[17]
- 2014: активы — 1 млрд. 484 553 млн грн, обязательства — 1 млрд. 319 970 млн грн, собственный капитал — 164 584 млн грн[17]

## Рейтинги
Рейтинги, присваиваемые банку «Киев» украинским агентством «Кредит-Рейтинг»:
- 24 мая 2007 — uaВВВ (присвоение рейтинга), прогноз — стабильный
- 21 июня 2007 — uaBBB+ (▲ повышение), прогноз — стабильный
- 30 декабря 2008 — uaВВВ (▼ понижение с изменением прогноза), прогноз — негативный
- 29 января 2009 — uaBBB- (▼ понижение), прогноз — негативный
- 10 февраля 2009 — uaВВ- (▼ понижение), прогноз — негативный
- 14 мая 2009 — приостановлен
- 30 апреля 2010 — uaBB (▲ повышение с изменением прогноза), прогноз — развивающийся
- 31 июля 2012 — приостановлен
- 26 июня 2015 — отозван

## Собственники
По состоянию на 1 января 2009 года крупнейшими акционерами банка «Киев» являлись:
- ОАО «Киевпроект» (прямое участие — 14,9225 %, опосредованное — 4,9444 %)
- Виктор Марченко (прямое участие — 17,4641 %, опосредованное — 29,2917 %)
- Николай Марченко (прямое участие — 29,2917 %, опосредованное — 17,4641 %)
- ООО «КУА „Интер Кэпитал Груп“» (прямое участие — 4,9444 %, опосредованное — 14,9225 %)

С 17 июня 2009 года владельцем 99,937 % акций банка является государство в лице Министерства финансов Украины. Среди других акционеров банка есть юридические лица-резиденты (0,016 % акций банка) и физические лица-резиденты (0,047 % акций).

## Членство в профессиональных организациях
АКБ «Киев» являлся уполномоченным банком Пенсионного фонда Украины по выплате пенсий и других начислений, уполномоченным Министерства финансов Украины агентом по оформлению возмещения НДС облигациями внутреннего государственного займа.
Также банк «Киев» был членом ряда профессиональных организаций:
- Ассоциация украинских банков (АУБ)
- Фонд гарантирования вкладов физических лиц
- Общество Международных Межбанковских финансовых телесвязей S.W.I.F.T.
- Международные платежные системы MasterCard Worldwide, VISA International (принципиальное членство)
- Национальная система массовых электронных платежей (НСМЭП)
- Украинская межбанковская программа банкоматных сетей «АТМОСФЕРА»
- Системы быстрых денежных переводов (Western Union, Юнистрим, Privat Money)

## Председатели правления
- Марченко Николай Степанович, 1995 — 18 мая 2009[21][22]
- Маслов Юрий Константинович, 14 августа 2009 — 26 марта 2010[23][24]
- Грыцив Андрей Степанович, 30 июня 2010 — 25 мая 2011[24]
- Скосирская Светлана Владимировна, 26 мая — 1 июня 2011 (и. о.), 2 июня 2011 — 25 апреля 2013[24]
- Тютюнник Олег Альфредович, 26 апреля 2013 — 22 сентября 2014[24]
- Кичук Олег Иванович (временный администратор, уполномоченное лицо ФГВФЛ), с 25 февраля 2015 (на период 07.10.2014 — 24.02.2015 полномочия председателя правления были переданы Правлению банка)[24][2]